# Ведьмак: Сирены глубин
«Ведьмак: Сирены глубин» (англ. The Witcher: Sirens of the Deep) — это анимационный фантастический фильм для взрослых во вселенной «Ведьмака». Его режиссёром стал Кан Хи-чхоль, а сценарий написали Майк Островски и Рэй Бенджамин.

## В ролях
- Дуг Кокл в роли Геральта из Ривии
- Джои Бэти в роли Джаскиера
- Аня Чалотра — Йеннефер из Венгерберга
- Кристина Рен — Эсси Давен

## Производство
В сентябре 2021 года на Tudum: A Netflix Global Fan Event компания Netflix впервые объявила о разработке второго аниме-фильма после «Ведьмака: Кошмар волка». В последующие месяцы исполнительный продюсер Томек Багински заявил, что фильм будет базироваться непосредственно на произведении Анджея Сапковского из серии «Ведьмак», а не создавать новую историю из материала, на который Сапковский намекает. Позже оказалось, что это была новелла «Маленькая жертва» из «Меча предназначения», когда Netflix показал название «Ведьмак: Сирены глубин» в тизерном трейлере. Netflix сотрудничал с южнокорейской анимационной студией Mir и Platige Image и Hivemind, как это было с работой Nightmare of the Wolf. Анонс также включал выпуск в 2024 году и актёрский состав. После того, как Генри Кавилл покинул сериал, чтобы озвучить Геральта из Ривии вернулся Дуг Кокл, который уже озвучивал персонажа в серии видеоигр. Джоуи Бейти и Аня Чалотра ещё раз озвучат своих героев из телесериала. К актёрскому составу также присоединится Кристина Рен.

## Внешние ссылки
- «Ведьмак: Сирены глубин» (англ.) на сайте Internet Movie Database